# Дельфино, Агостино Джузеппе
Агости́но Джузе́ппе Дельфи́но (итал. Agostino Giuseppe Delfino, 17 июня 1935, Аренцано, провинция Генуя, Италия — 18 октября 2020) — итальянский католический прелат, третий епископ Берберати с 17 июня 1991 года по 17 июня 2010 года. Член монашеского ордена капуцинов.

## Биография
Родился в 1935 году в итальянском городе Аренцано. После получения богословского образования 19 сентября 1959 года был рукоположён в священники.
17 июня 1991 года Римский папа Иоанн Павел II назначил его епископом Бергерати. 27 октября 1991 года состоялось его рукоположение в епископы, которое совершил архиепископ Банги Иоахим Н’Дайен в сослужении с епископом Берберати Армандо Умберто Джанни и епископом Бамбари Мишелем Мари Жозе Мэтром.
17 июня 2010 года подал в отставку.